# Qarchi Gak
Qarchi Gak es una ciudad de Afganistán, capital del distrito de su nombre. Pertenece a la provincia de Balh. 

## Población
Su población es de 5.900 habitantes en 2006 según una estimación oficial y de 6.542 en 2008.